# ローラン・ピック

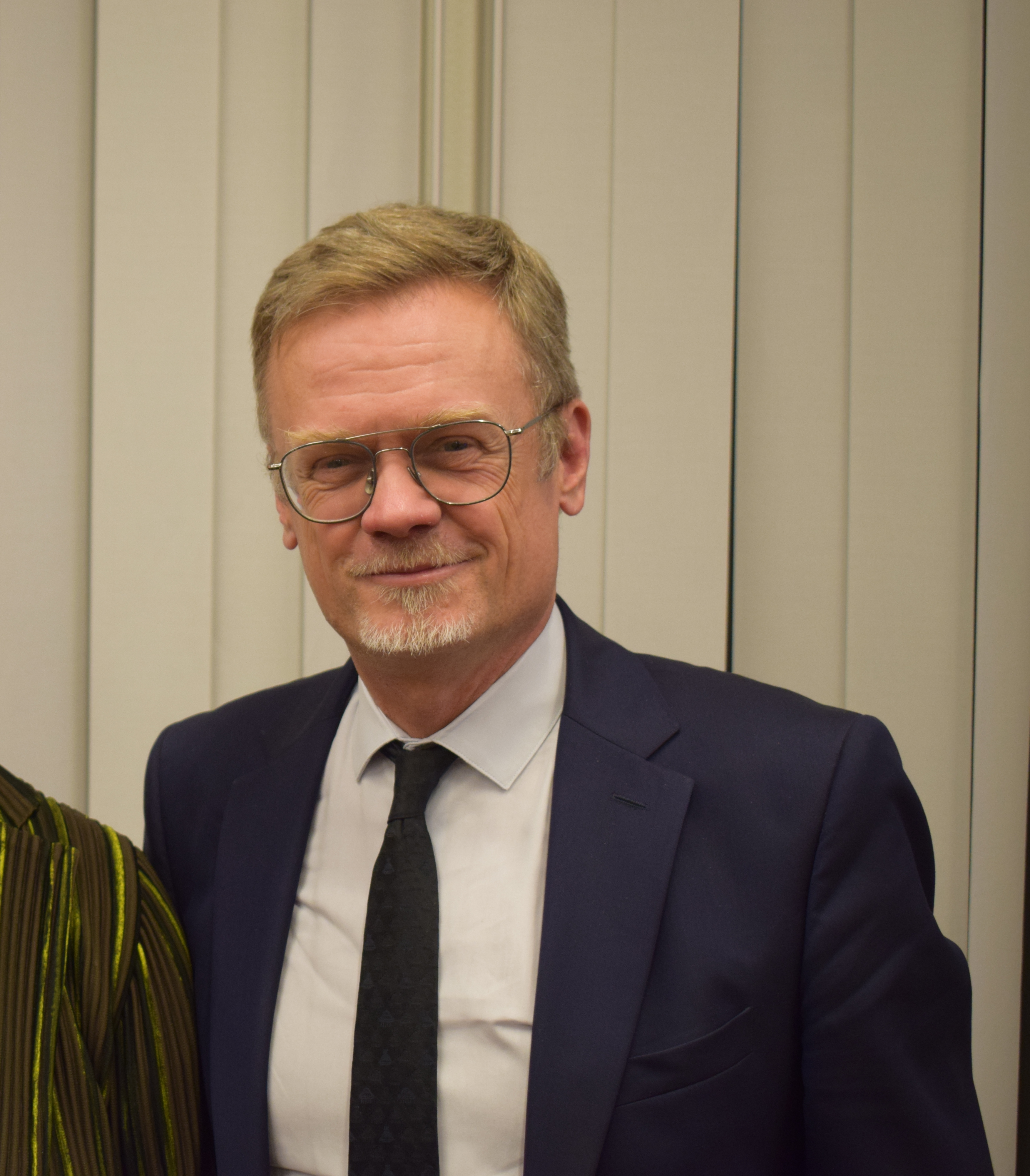
ローラン・ピック

ローラン・ピック（フランス語: Laurent Pic、1964年8月2日 - ）は、フランスの外交官。2020年9月30日まで、駐日大使を務めていた。

## 来歴
彼はパリで生まれ、パリ政治学院とフランス国立東洋言語文化研究所（INALCO）を卒業した。外交官として、フランスの国連常駐代表部や在欧州連合フランス政府代表部における役職を与えられ、ピエール・モスコヴィシとジャン＝マルク・エローの顧問を務めた。2014年から2016年にかけて在オランダ大使、2017年6月に駐日大使に任命された。2019年10月22日、皇居正殿松の間で執り行われた徳仁天皇の即位礼正殿の儀には、ニコラ・サルコジ元大統領と共に参列した。日仏会館名誉総裁を兼務。2020年8月6日、原爆投下から75年目を迎える広島で開催された平和記念式典に参列し、原爆死没者への哀悼と平和への祈りを捧げた。
彼は国家功労勲章を受勲した騎士（シュヴァリエ）でもある。2020年9月8日、旭日大綬章を受勲した。同年9月30日に駐日大使を離任した。